# ORWOhaus

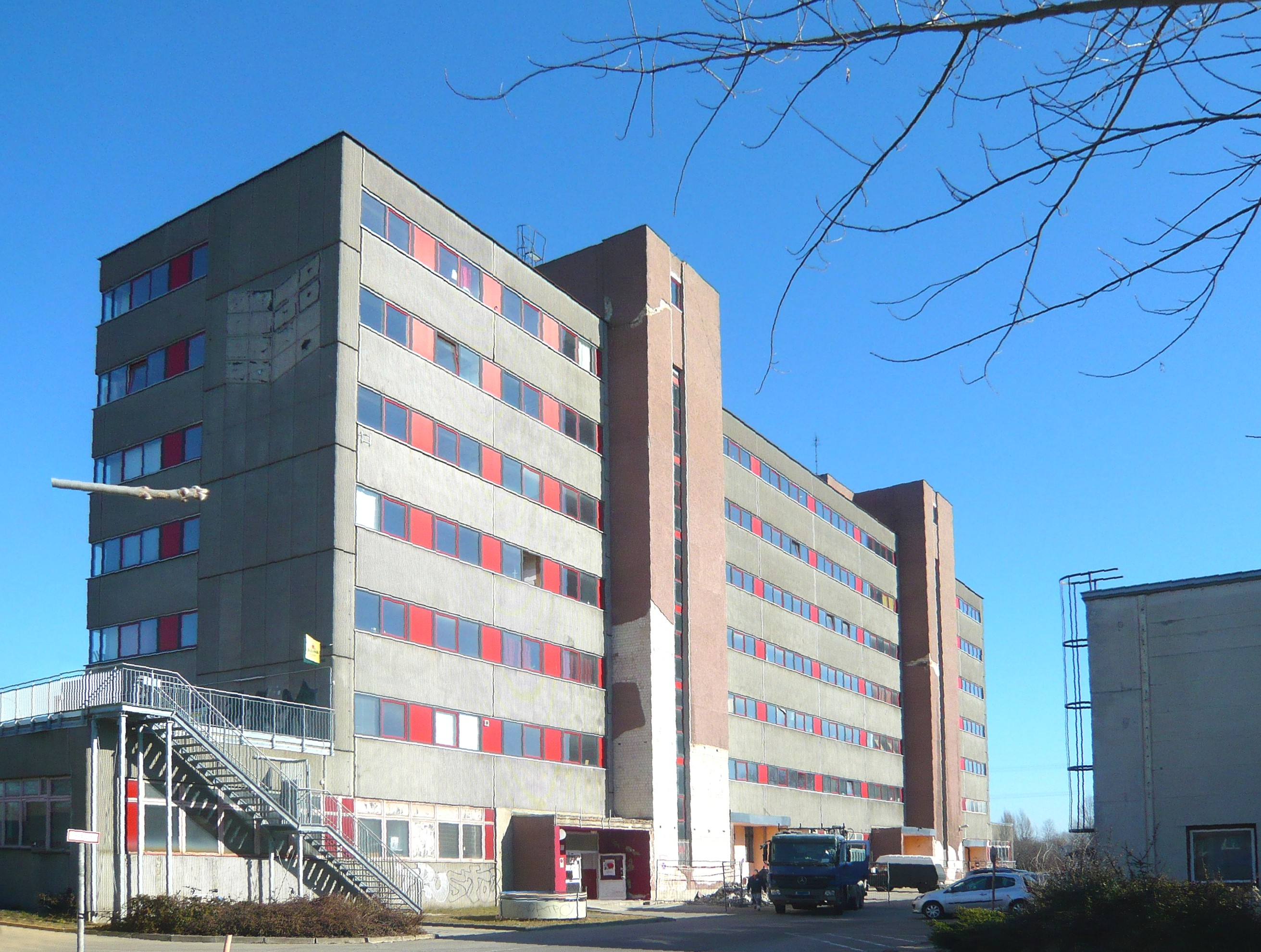
Das ORWOhaus in der Frank-Zappa-Straße

Das ORWOhaus im Berliner Ortsteil Marzahn ist ein siebengeschossiges ehemaliges Industriegebäude. Es wurde in den 1980er Jahren erbaut und diente bis zur politischen Wende 1989 als Produktionsstätte des Filmherstellers ORWO. Das ORWOhaus liegt zwischen der Landsberger Allee und der Frank-Zappa-Straße.
Heute ist das ORWOhaus Mitglied des Kooperationsnetzwerkes der Berliner Musikwirtschaft Berlin Music Commission und wird als Proberaum für Musiker genutzt.

## Geschichte
Im Jahr 1990 ging das Haus in den Bestand der Treuhandliegenschaftsgesellschaft (TLG) über. Da sich kein Käufer fand, wurden die Räumlichkeiten nach jahrelangem Leerstand als Lagerflächen von kleineren Unternehmen zwischengenutzt. Zusätzlich mieteten sich ab 1994 junge Bands ein, weil sich das Haus durch die abgeschiedene Lage hervorragend zum Proben eignete.
Im Frühjahr 2004 wurden vom Bauamt gravierende Brandschutzmängel festgestellt, woraufhin der Eigentümer im Juni 2004 alle Mietverhältnisse kündigte. Zu diesem Zeitpunkt hatten rund 400 Musiker im ORWOhaus einen dauerhaften Ort zum Proben gefunden und wollten die Schließung nicht kampflos hinnehmen. In den sechs Jahren hatten sich viele Bands ihre Räume bereits aufwendig eingerichtet und Tonstudios eingebaut. Durch laute Proteste (wie z. B. die Besetzung der Landsberger Allee im morgendlichen Berufsverkehr) und zeitweiser Hausbesetzung zogen sie das Interesse der Berliner Öffentlichkeit auf sich. Unterstützt von Presse und Politik konnte die Schließung des ORWOhauses verhindert werden. Der damalige Berliner Kultursenator Thomas Flierl verhandelte persönlich mit der TLG und erreichte eine halbjährige Übergangsphase, in der die Selbstverwaltung des Hauses durch die Musiker in Angriff genommen und ein umfassendes Betreiber- und Finanzierungskonzept entwickelt werden konnte. 
Am 30. April 2005, nur zehn Monate nach der Kündigung, unterschrieb der eigens gegründete ORWOhaus e. V. schließlich den Kaufvertrag, der Ende Mai 2006 neu verhandelt und endlich durch einen finanzierbaren Geldbetrag bestätigt wurde.
Nach dem Erhalt der Gemeinnützigkeit (Anfang 2006), einem Zuschuss aus Lotto-Mitteln und der Auszeichnung zum „Ort der Ideen“ – aus dem Bundeswettbewerb „Deutschland – Land der Ideen“ – ist das Projekt ORWOhaus eine öffentlich anerkannte Institution und kann seine Visionen als Musikfabrik durch Investitionen verwirklichen. Der ORWOhaus e. V. hat im Jahr 2011 sieben feste Angestellte und finanziert sich komplett eigenständig.
Im Juli 2006 fand das erste ORWOhaus-Festival statt, das jährlich im Juli wiederholt wird. Ein Höhepunkt war die im Juli 2007 auf Initiative des ORWO-Vereins durchgeführte Umbenennung der ehemaligen Straße 13 in Frank-Zappa-Straße, womit an den weltweit bekannten Musiker Frank Zappa erinnert wird.
Anfang August 2019 fand im ORWOhaus das Resist to Exist-Festival statt, da es aufgrund von juristischen Hindernissen nicht wie in den vergangenen drei Jahren im oberhavelländischen Kremmen stattfinden konnte.

## Veranstaltungsflächen

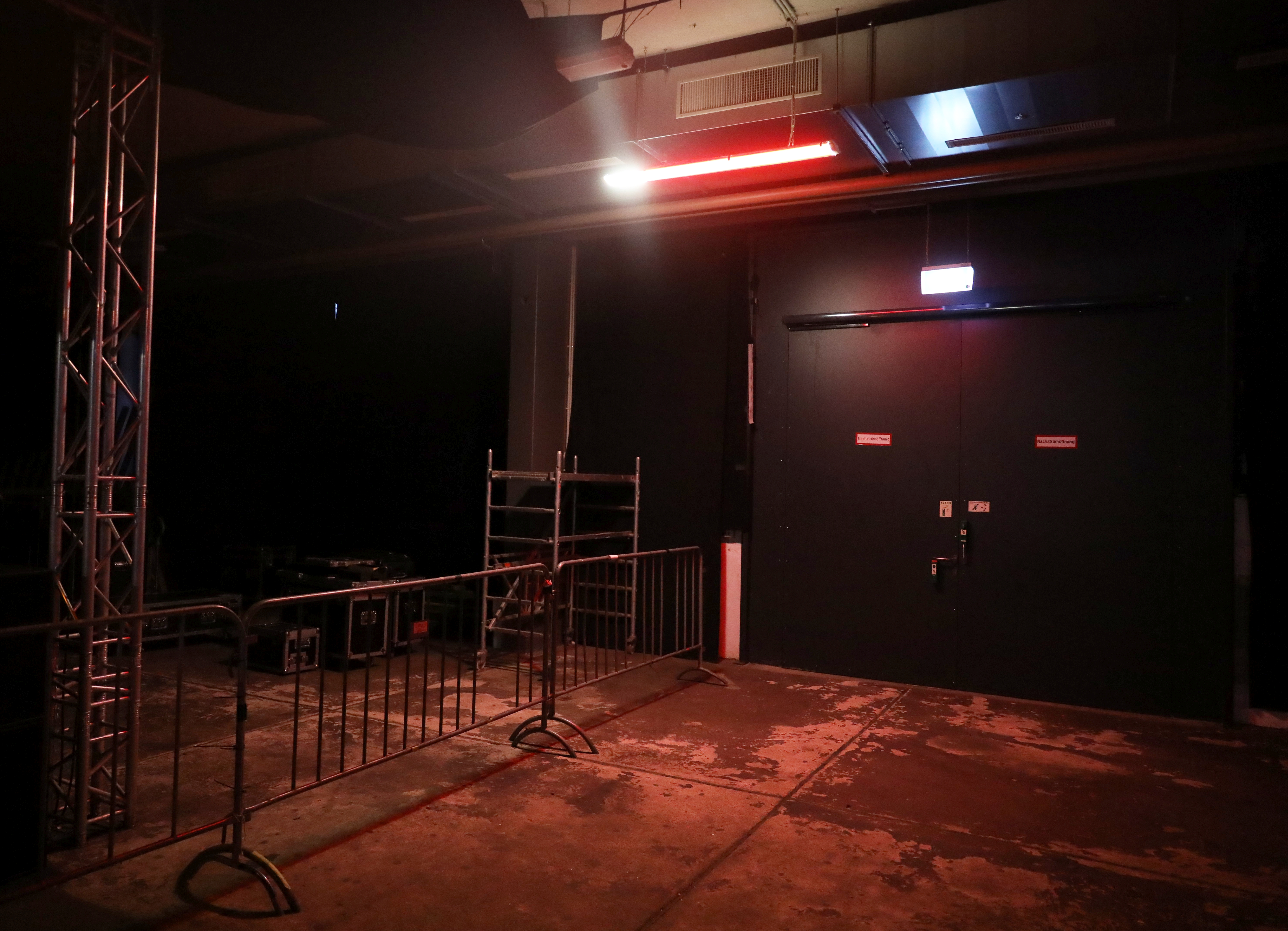
Veranstaltungsfläche im ORWOhaus

Durch eine Förderung der Stiftung Deutsche Klassenlotterie im Jahr 2017 konnte das Erdgeschoss des ORWOhauses brandschutztechnisch ertüchtigt werden.
Derzeitige Veranstaltungsflächen:
- Musikbar Backstage
- ORWOhaus Showroom
- ORWOhaus Halle

## Musikerplattform
Das ORWOhaus ist für Musiker und Künstler eine beliebte Anlaufstelle in Berlin. Diese Plattform bietet auf rund 4000 m² Proberäume (rund um die Uhr bespielbar), Treffpunkte, Tonstudios, musiknahe Dienstleistungen und gemeinsame Aktivitäten wie Konzerte und Veranstaltungen – zentral organisiert durch den ORWOhaus Verein.